# Trappenpiramide van Chaba
De Trappenpiramide van Chaba bevindt zich in Zawyet el'Aryan, tien kilometer ten zuiden van Caïro in Egypte. In het Arabisch is het bouwwerk ook wel bekend als Haram el-Meduwara ofwel de ronde piramide. De archeologen noemen het zelf de lagenpiramide (the layer-pyramid). Chaba was een farao uit de 3e dynastie.

## De piramide
De piramide is voor het eerst onderzocht door Perring in 1839. De piramide bevindt zich in een slechte staat, vroeger was de piramide waarschijnlijk 40 meter hoog; nu is er nog 16 meter over. De basis van de piramide is 84 meter, de ondergrondse kamer is 26 meter en leeg. De kern van de piramide is gebouwd met diverse lagen soorten steen vandaar de naam. Enkele meters ten noorden van de piramide was er een put ongeveer 80 meter diep.

### Andere gebouwen
Ten noorden van de piramide ontdekte een Amerikaanse expeditie een mastaba, geïdentificeerd als Z-500 met daarin acht albasten vazen met de naam van Chabai, Chaba of Khaba.

## Galerij

Doorsnede van de piramide
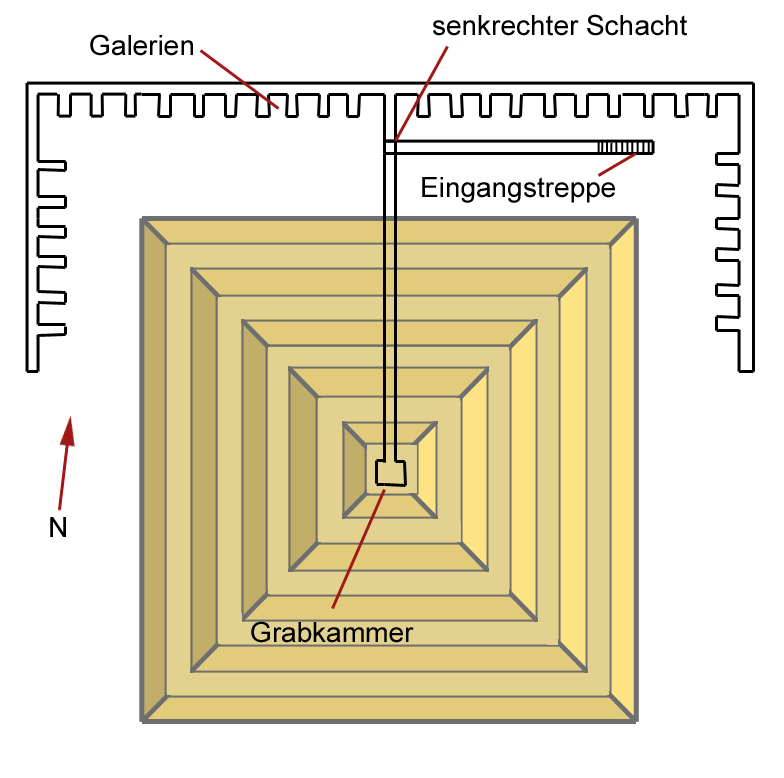
Schema van de piramide en galerijen.